# Брум, Альфео
Альфео Брум (исп. Alfeo Brum; 22 марта 1898, Сальто, Уругвай) — 25 февраля 1972, Монтевидео, Уругвай) — уругвайский политический и государственный деятель, дважды вице-президент Уругвая (2 августа 1947 — 1 марта 1952), юрист, президент Сената Уругвая. Единственный гражданин Уругвая, дважды подряд занимавший должность вице-президента.

## Биография
Младший брат Бальтасара Брума (1883—1933), президента Уругвая в 1919—1923 годах.
Изучал право в Республиканском университете в Монтевидео. В молодости вступил в Партию Колорадо (Уругвай).
С 1923 по 1932 годы был депутатом парламента департамента Артигас. В марте 1933 года избран членом Сената Уругвая.
В марте 1933 г. Габриэль Терра распустил парламент и стал диктатором. Брат Альфео
Бальтасар Брум в знак протеста против переворота покончил жизнь самоубийством.
Альфео стал свидетелем самоубийства своего брата и с тех пор был активным противником режима. Позже, арестован и заключён под стражу на о. Исла-де-лас-Ратас, а затем отправился в изгнание.
В ноябре 1946 года был вновь переизбран сенатором. После смерти президента Томаса Берреты предыдущий вице-президент Луис Батлье Беррес перешёл на работу в кабинет президента, и Альфео Брум был назначен вице-президентом.
Занимал этот пост в течение двух сроков подряд (1947—1951 и 1951—1952) при президентах Луисе Батлье Берресе и Андресе Мартинесе Труэба.
Тогда же, Президент Сената Уругвая